# ギモンフタテハ
ギモンフタテハ(Polygonia interrogationis)は、チョウ目（鱗翅目）・アゲハチョウ上科・タテハチョウ科に分類されるチョウの一種。別名「クエスチョンマークタテハ」。

## 分布
カナダ南部からメキシコ（西部を除く）に分布する。

## 特徴
開長7cm。
前翅の縁はかぎ状になる。翅裏には白色の「クエスチョンマーク（?; 疑問符）」にみえる模様がある。
森林や公園でみられる。ニレ、イラクサ、ホップを食草とする。